# ان‌جی‌سی ۱۸۷
ان‌جی‌سی ۱۸۷ (انگلیسی: NGC 187) نام یک کهکشان مارپیچی میله‌ای در صورت فلکی نهنگ است.